# Nebulina
Nebulina – organiczny związek chemiczny, białko wiążące aktynę, występujące w sakromerach, w rejonie filamentów cienkich. Jej cząsteczki są duże i mają masę 600–900 kDa. Każda z nich może związać się z około 200 monomerami aktyny. Nebulina najprawdopodobniej determinuje długość całego filamentu podczas powstawania sakromeru. Długość cząsteczki nebuliny jest bowiem zawsze proporcjonalna do długości całego filamentu. Białko to jest również inhibitorem ATPazy zależnej od kalmoduliny, w związku z czym reguluje ono procesy zachodzące pomiędzy aktyną a miozyną.
U ludzi nebulina jest kodowana przez gen NEB. Mutacje w jego obrębie mogą prowadzić do wystąpienia choroby genetycznej określanej jako miopatia nemalinowa.